# RoRo 4100
Der Typ RoRo 4100 ist ein Ro-Ro-Frachtschiffstyp der Flensburger Schiffbau-Gesellschaft.

## Geschichte
Der Typ RoRo 4100 ist ein von der Flensburger Schiffbau-Gesellschaft entwickelter Schiffstyp, von dem zwischen 2012 und 2020 insgesamt elf Einheiten in mehreren Lots an unterschiedliche Auftraggeber abgeliefert wurden. Der ursprüngliche Entwurf wurde nach den ersten drei gebauten Einheiten überarbeitet und insbesondere hinsichtlich der Energieeffizienz optimiert.
Im November 2020 wurden von IVP Ship Invest, die wie die Flensburger Schiffbau-Gesellschaft zur Tennor-Gruppe gehört, ein etwas modifizierter Neubau des Typs RoRo 4100 bestellt und eine Option auf ein zweites Schiff vereinbart. Der Bau überbrückte den Leerlauf am Werftstandort in Flensburg, nachdem die Werft infolge der Kündigung des Vertrages zum Bau der Honfleur durch die Reederei Brittany Ferries über keine Aufträge mehr verfügte. Das Schiff wurde nach der Fertigstellung an die Safeen Group aus Abu Dhabi verkauft.

## Beschreibung
Die Schiffe werden von zwei MAN-Dieselmotoren des Typs 8L48/60CR mit jeweils 9600 kW Leistung angetrieben. Die Motoren wirken über Untersetzungsgetriebe auf zwei Verstellpropeller. Die ersten drei gebauten Einheiten sind mit einem mit 2000 kW Leistung angetriebenen Bugstrahlruder, die Folgebauten mit zwei mit jeweils 1500 kW Leistung angetriebenen Bugstrahlrudern ausgestattet. Für die Stromerzeugung stehen zwei von den Hauptmotoren angetriebene Wellengeneratoren sowie zwei von MAN-Dieselmotoren angetriebene Generatoren zur Verfügung. Bei den ersten drei Einheiten werden die Wellengeneratoren mit jeweils 2400 kW Leistung, bei den Folgebauten mit jeweils 2240 kW Leistung angetrieben. Bei den von Dieselmotoren angetriebenen Generatoren kamen MAN-Dieselmotoren des Typs 5L21/31 bzw. des Typs 6L21/31 mit jeweils 950 kW Leistung bei den ersten drei Einheiten und jeweils 1000 kW Leistung bei den Folgebauten zum Einsatz. Weiterhin wurde ein von einem Volvo-Penta-Dieselmotor des Typs D13 bzw. D16 angetriebener Notgenerator verbaut.
Die Schiffe verfügen über vier Ro-Ro-Decks mit insgesamt 4094 Spurmetern bei den ersten drei Einheiten bzw. 4076 Spurmetern bei den Folgebauten, auf denen 283 Auflieger befördert werden können. Das Hauptdeck ist über eine 17,7 m breite und 18,58 m lange Heckrampe zugänglich, die mit 120 t belastet werden kann. Die weiteren Decks an Bord sind über Rampen miteinander verbunden. Das oberste Ro-Ro-Deck ist als Wetterdeck nach oben offen. Es ist im hinteren Bereich teilweise von den Decksaufbauten mit drei weiteren Decks überbaut. Auf zwei der Decks sind unter anderem die Einrichtungen für die Schiffsbesatzung eingerichtet, das dritte Deck ist die Brücke. Hinter den Decksaufbauten befindet sich auf der Backbordseite ein Freifallrettungsboot.
Während die zwischen 2012 und 2020 abgelieferten Einheiten des Typs über keine Kabinen für Lkw-Fahrer verfügen, wurde die Tennor Ocean mit Kabinen für zwölf Lkw-Fahrer gebaut.

## Schiffe
| RoRo 4100            | RoRo 4100   | RoRo 4100   | RoRo 4100                   | RoRo 4100                                         | RoRo 4100                  |
| Bauname              | Bau- nummer | IMO- Nummer | Auftraggeber                | Kiellegung Stapellauf Ablieferung                 | Spätere Namen und Verbleib |
| -------------------- | ----------- | ----------- | --------------------------- | ------------------------------------------------- | -------------------------- |
| Ulusoy-14            | 753         | 9506253     | Ulusoy RoRo                 | 15. Dezember 2011 6. Dezember 2012                |                            |
| Ulusoy-15            | 754         | 9506265     | Ulusoy RoRo                 | 15. Dezember 2011 23. Januar 2013                 |                            |
| UN İstanbul          | 755         | 9506277     | Ulusoy RoRo                 | 15. Dezember 2011 11. Januar 2013 12. April 2013  | 2020: Pergamon Seaways     |
| Meleq                | 769         | 9809112     | Siem Offshore Ekol Lojistik | 16. Juni 2016 18. November 2016 10. April 2017    | 2021: Acacia Seaways       |
| Fadiq                | 770         | 9809590     | Siem Offshore Ekol Lojistik | 12. Juni 2017 7. September 2017 28. Dezember 2017 |                            |
| Gardenia Seaways     | 772         | 9809095     | Siem Offshore DFDS          | 21. November 2016 17. Februar 2017 20. Juli 2017  | 2022: Ulusoy-16            |
| Tulipa Seaways       | 773         | 9809100     | Siem Offshore DFDS          | 20. Februar 2017 9. Juni 2017 26. September 2017  |                            |
| Alf Pollak           | 775         | 9848467     | Siem Group Onorato Armatori | 22. Januar 2018 3. Mai 2018 12. Oktober 2018      | 2024: Lismore              |
| Maria Grazia Onorato | 776         | 9848479     | Siem Group Onorato Armatori | 7. Mai 2018 2. August 2018 11. März 2019          | 2024: Longstone            |
| Leevsten             | 780         | 9869954     | Siem Group                  | 17. Dezember 2018 8. April 2019 30. August 2019   |                            |
| Liekut               | 781         | 9869966     | Siem Group                  | 27. Mai 2019 29. Oktober 2019 26. März 2020       |                            |
| Tennor Ocean         | 782         | 9925655     | IVP Ship Invest             | 30. Dezember 2020 17. Juni 2022 27. April 2023    | 2023: Abu Samrah           |